# Massimo Lonardi
Massimo Lonardi (Milano, 17 settembre 1953) è un liutista italiano.
Ha studiato composizione con Azio Corghi e chitarra classica con Ruggero Chiesa, diplomandosi presso il Conservatorio G. Verdi di Milano. Si è poi specializzato in liuto rinascimentale, frequentando seminari tenuti da Hopkinson Smith.
Svolge un'intensa attività concertistica con il liuto rinascimentale, la chitarra rinascimentale, la vihuela e l'arciliuto, dedicando particolare attenzione al repertorio rinascimentale italiano, del quale ha curato alcune edizioni critiche.
Ha effettuato registrazioni per le case Ricordi, Erato, Tactus, Jecklin, Edelweiss, Agorà, Nuova Era e Stradivarius, tra le quali numerosi CD monografici dedicati alle opere per liuto di Francesco Canova da Milano, Pietro Paolo Borrono, Joan Ambrosio Dalza, Vincenzo Capirola e John Dowland, come pure alle opere per vihuela di Luis de Milán.
Il CD dedicato alle opere per liuto di John Dowland (Agorà) ha vinto il primo premio per la musica strumentale della rivista Musica e Dischi nel 1999.
Ha insegnato in numerosi corsi di perfezionamento in tutta Italia ed è docente di liuto presso l'Istituto Superiore di Studi Musicali "Franco Vittadini" di Pavia e presso la Scuola di Musica Antica di Venezia.

## Discografia (parziale)
- 2000 - Luis de Milán, Works for vihuela (Agorà)
- 2000 - Sigismondo d'India, Arie e Lamenti, con Tiziano Bagnati, Gloria Banditelli e Fabio Bonizzoni (Stradivarius)
- 2004 - La Musica a Milano al tempo di Leonardo da Vinci (La Bottega Discantica)
- 2005 - Comiença la musica para guitarra (Stradivarius)
- 2007 - Pietro Paolo Borrono e Francesco da Milano, Intavolature di liuto (Stradivarius)
- 2007 - Antonio Vivaldi, Concerti e Trii per liuto e archi, con Conserto Vago (Stradivarius)
- 2009 - Libros de Musica para Vihuela (Stradivarius)
- 2011 - Animali in musica nel Rinascimento: il Bestiario di Leonardo (La Bottega Discantica)
- 2014 - Luca Marenzio e il suo tempo (Tactus)